# Dylan McDermott
Dylan McDermott, född 26 oktober 1961 i Waterbury, Connecticut, är en amerikansk skådespelare. 
McDermott är mest känd för rollen som Bobby Donnell i TV-serien Advokaterna, en roll för vilken han 1999 vann en Golden Globe för bästa manliga huvudroll i en dramaserie.

## Filmografi i urval
- 1987 – Hamburger Hill
- 1989 – Blommor av stål
- 1989 – Twister
- 1990 – Hardware
- 1992 – Röster från andra sidan graven (TV-serie) (1 avsnitt)
- 1993 – I skottlinjen
- 1994 – Miraklet i New York
- 1997 – 'Til There Was You
- 1997–2003 – Advokaterna (TV-serie) (147 avsnitt)
- 1998 – Ally McBeal (TV-serie) (2 avsnitt)
- 1999 – Three to Tango
- 2003 – The Wonderland Murders
- 2003 – Will & Grace (1 avsnitt)
- 2005 – Edison
- 2007–2008 – Big Shots (TV-serie) (11 avsnitt)
- 2011–2013 – American Horror Story (TV-serie) (17 avsnitt)
- 2012 – The Perks of Being a Wallflower
- 2012 – Rivalerna
- 2013–2014 – Hostages (TV-serie) (15 avsnitt)
- 2013 – Olympus Has Fallen
- 2014 – Autómata
- 2020 – Hollywood (TV-serie)
- 2021–2022 – Law & Order: Organized Crime (TV-serie) (15 avsnitt)
- 2021 – Law & Order: Special Victims Unit (TV-serie) (1 avsnitt)